# Sarıkadılar, Mengen
Sarıkadılar là một xã thuộc huyện Mengen, tỉnh Bolu, Thổ Nhĩ Kỳ. Dân số thời điểm năm 2010 là 114 người.